# Goryeo-Khitan War
Goryeo-Khitan War (en hangul, 고려 거란 전쟁; romanización revisada, Goryeo georan jeonjaeng; literalmente, «Guerra de Goryeo Khitan») es una serie de televisión surcoreana de género sageuk; está dirigida por Jeon Woo-sung y Kim Han-sol, y protagonizada por Kim Dong-jun, Ji Seung-hyun y Choi Soo-jong. Se emitirá por el canal KBS2 desde el 11 de noviembre de 2023 hasta el 3 de marzo de 2024, los sábados y domingos a las 21:25 (hora local coreana). También estará disponible en la plataforma Netflix para algunos países.

## Sinopsis
Goryeo-Khitan War está ambientada en la época de la segunda invasión kitán de Goryeo, a principios del siglo XI. Cuenta la historia del rey Hyeonjong de Goryeo, quien unió el país con un liderazgo tolerante y llevó la guerra contra los kitán a la victoria, y Gang Gam-chan, su mentor político y comandante en jefe del ejército de Goryeo.

## Reparto

### Principal
- Kim Dong-jun como el rey Hyeonjong de Goryeo.[5]
- Ji Seung-hyun como el general Yang-gyu.[6][7]
- Choi Soo-jong como Gang Gam-chan, un viejo funcionario de la corte.[8][9]

### Secundario

#### Familia real de Goryeo
- Lee Si-a como la reina Wonjeong, primera esposa del rey Hyeonjong.[10]
- Ha Seung-ri como Won-seong, la hija de Kim Eun-bu.
- Baek Sung-hyun como el rey Mokjong de Goryeo[11]
- Lee Min-young como la reina viuda Cheonchu.[12]
- Yoon Chae-kyung como la reina Wonhwa.[13]

#### Gente de Goryeo
- Lee Won-jong como Kang Cho.[14][15]
- Kim Jae-min como Lee Hyun-woon.[11]
- Han Jae-young como Ji Chae-mun, un general heroico que protegió al rey.
- Jo Seung-yeon como Kim Eun-bu, un funcionario local.
- Jo Hee-bong como Yoo Jin, ministro principal de Goryeo.
- Lee Ji-hoon como Jang Yeon-woo.[11]
- Jang In-seop como Hwangbo Yu-ui.
- Ju Seok-tae como Choe Jil, un general ansioso de poder.
- Lee Jae-yong como Park Jin, un noble que odia a la familia real e intenta proteger su poder.
- Ryu Seung-hyun como Kim-hoon, un héroe que evitó la invasión kitán, pero insatisfecho con el mando civil del ejército.[16]
- Lee Cheol-min como Gang Min-cheom, un funcionario de bajo rango que va a la batalla con Gang Gam-chan.[11]
- Kim San-ho como el teniente Jeong-seon, subordinado de Yang-gyu.[17]
- Ju Yeon-woo como Kim Sook-heung, un feroz adversario de los kitán.
- Seo Jae-woo como Kim Jong-hyeon, al mando de la caballería de Gang Gam-chan.[11]
- Jung Ho-bin como Yoo Bang, que desde el exilio vuelve siguiendo la llamada del rey Hyeonjong para luchar contra la segunda invasión kitán.
- Lee Jae-gu como Dae Do-su, un general que arriesgó su vida más que nadie para atacar a los kitán.
- Kwak Min-seok como Won Jong-seok, responsable de la seguridad de la gente de Seogyeong que conspira con el emperador kitán.
- Lee Do-guk como Ha Gong-jin, que vuelve del exilio para combatir a los kitán.
- Jo Sang-gi como Tak Sa-jeong, comandante que protege al rey Mokjong, aunque solo ve oportunidades para escapar.
- Kim Joong-don como Jo Won.[11]
- Kim Sun-bin como el maestro confuciano Choe Chung.[11]
- Kim Tae-han como No-jeon, hecho prisionero por los kitán.
- Kim Jeong-hak como Choi Hang, que ocupa en la corte el puesto de Yebushirang gracias a Gang Gam-chan.[11]
- Han Seung-hyun como Chae Chung-soon, un súbdito agradecido que siempre dio consejos valiosos al rey Hyeonjong.
- Park Yoo-seung como Choe Sa-wi.[11]
- Kim Oh-bok como el eunuco Yang Hyeop, al servicio del rey.[11]
- Gong Jung-hwan como Kim Chi-yang.[11]
- Lee Poong-un como Yoo Haeng-gan, una persona que tiene una relación romántica con el rey Mokjong.
- Oh Jae-young como Yoo Chung-jeong.

#### Gente del imperio Kitán
- Kim Hyuk como el emperador Shengong de Liao.[11]
- Kim Jun-bae como So Bae-ap (Xiao Paiya).[18]
- Lee Sang-hong como Yayul Bun-no (Yelü Pennu).
- Park Jung-hwan como Yayul Jeok-ro (Yelü Dilu).
- Kim Gu-taek como Han-gi.
- Ha Seok-jo como Yayul Hong-o

#### Otros
- Shim So-young como la dama de la corte Choi.[19]
- Yoon Bok-in como la esposa de Gang Gam-chan.[20]
- Lee Jae-yong como Park Jin.
- Kang Shin-il como el monje Jin-gwan.
- Lee Chang-jik como Lee Joo-jeong, que protegió al rey Mokjong durante un intento de asesinato en 1009.[21]

## Producción
La serie es un proyecto especial para el 50.º aniversario de KBS Public Broadcasting. Se trata de un proyecto preparado con particular atención, no solo por este motivo, sino también para recuperar la tradición del género de epopeya histórica que tanta fortuna había tenido desde los años 80 del siglo XX en KBS, pero que recientemente había quedado preterido por, entre otros motivos, los altos costes de producción. Por otra parte, si el canal tradicional para este tipo de programas era KBS1, en esta ocasión se optó novedosamente por KBS2, con el propósito de sacarla del período de estancamiento y crisis de audiencia que atravesaba.
Para financiar la producción KBS recurrió, por primera vez en su historia, a una oferta de inversión privada, a la que se podía adherir con cantidades comprendidas entre 10 000 y un millón de wones. La inversión, a un plazo de seis meses, se retribuiría con un máximo del 6 % por dicho período, en función de los índices de audiencia obtenidos. Los inversores recibirían también material relacionado con la serie, como autógrafos de los intérpretes, carteles, etc.
Goryeo-Khitan War está basada en la novela de Gil Seung-soo 고려거란전기, 겨울에 내리는 단비 (Biografía de Goryeo y Kitan, dulce lluvia en invierno), que trata sobre la segunda guerra entre ambas potencias. Aunque fue contratado como asesor, Gil declaró mediada la transmisión que no se habían tenido en cuenta las modificaciones al guion que había propuesto, y que por este motivo aquel se desviaba tanto de la novela original como de los hechos históricos. En concreto, este desvío se manifiesta después del episodio 16, y también ha sido notado y criticado por muchos espectadores.
Para el actor Choi Soo-jong este papel representa la vuelta al drama histórico diez años después de The Great King's Dream. Choi es conocido por haber protagonizado muchas series del mismo género en KBS, con títulos como, además de aquella, Dae Jo-yeong (KBS1, 2006) y Taejo Wang Geon (KBS1, 2000).
El primer avance, que llamó la atención por incluir espectaculares escenas de batalla, se lanzó el 21 de julio de 2023, y el 27 de septiembre se publicó el cartel principal. Unos días antes, el 12 del mismo mes, se habían distribuido imágenes de la lectura del guion por parte de un nutrido reparto de actores, y también fue la fecha de lanzamiento del quinto avance. El 24 de octubre se publicó un cartel en el que aprecen los tres protagonistas.

## Banda sonora original
El disco con la banda sonora original completa de la serie se publicó el 17 de febrero de 2024. Contiene las cuatro primeras partes que se lanzaron como sencillos (ver tabla inferior), y otras seis pistas adicionales compuestas por Park Seung-jin y Choi Min-chang.
| Parte | Fecha de publicación                                                                | Título                                                                              | Letra                                                                               | Música                                                                              | Artista                                                                             | Dur.                                                                                | Ref.                                                                                |
| ----- | ----------------------------------------------------------------------------------- | ----------------------------------------------------------------------------------- | ----------------------------------------------------------------------------------- | ----------------------------------------------------------------------------------- | ----------------------------------------------------------------------------------- | ----------------------------------------------------------------------------------- | ----------------------------------------------------------------------------------- |
| 1     | 15 de diciembre de 2023                                                             | 비상 [«Emergencia»]                                                                 | Seodo                                                                               | Seodo, Kim Seong-hyeon, Seodo Band                                                  | Seodo Band                                                                          | 4:39                                                                                | [ 32 ] [ 33 ]                                                                       |
| 2     | 29 de diciembre de 2023                                                             | 폭풍 [«Tormenta»]                                                                   | Chae Ul                                                                             | Lee Sang-jun, Cha Gil-wan                                                           | Kim Jang-hoon                                                                       | 4:20                                                                                | [ 34 ]                                                                              |
| 3     | 18 de enero de 2024                                                                 | 적동(붉은겨울 [«Invierno rojo»]                                                     | Ahn Ye-eun                                                                          | Park Seong-jin, Choi Min-chang                                                      | Ahn Ye-eun                                                                          | 4:29                                                                                | [ 35 ]                                                                              |
| 4     | 3 de febrero de 2024                                                                | 그 겨울에 나는 [«Ese invierno»]                                                     | Mavi                                                                                | Mavi                                                                                | Iyagi                                                                               | 4:45                                                                                | [ 36 ]                                                                              |
| Notas | Las canciones de la banda sonora tienen una versión instrumental de igual duración. | Las canciones de la banda sonora tienen una versión instrumental de igual duración. | Las canciones de la banda sonora tienen una versión instrumental de igual duración. | Las canciones de la banda sonora tienen una versión instrumental de igual duración. | Las canciones de la banda sonora tienen una versión instrumental de igual duración. | Las canciones de la banda sonora tienen una versión instrumental de igual duración. | Las canciones de la banda sonora tienen una versión instrumental de igual duración. |

## Audiencia
| Temporada | Temporada | Episodio número | Episodio número | Episodio número | Episodio número | Episodio número | Episodio número | Episodio número | Episodio número | Episodio número | Episodio número | Episodio número | Episodio número | Episodio número | Episodio número | Episodio número | Episodio número |
| Temporada | Temporada | 1               | 2               | 3               | 4               | 5               | 6               | 7               | 8               | 9               | 10              | 11              | 12              | 13              | 14              | 15              | 16              |
| --------- | --------- | --------------- | --------------- | --------------- | --------------- | --------------- | --------------- | --------------- | --------------- | --------------- | --------------- | --------------- | --------------- | --------------- | --------------- | --------------- | --------------- |
|           | 1         | 0.941           | 1.249           | 1.023           | 1.343           | 1.373           | 1.382           | 1.498           | 1.454           | 1.590           | 1.789           | 1.701           | —               | —               | —               | 1.849           | 1.939           |
|           | 2         | 1.716           | 1.857           | 1.377           | 1.819           | 1.703           | 1.764           | 1.656           | 1.815           | 1.596           | 2.015           | 1.907           | 2.204           | 1.890           | 2.307           | 2.032           | 2.444           |

| Episodio | Fecha de emisión        | Índices de audiencia | Índices de audiencia | Índices de audiencia |
| Episodio | Fecha de emisión        | Nielsen Korea        | Nielsen Korea        | TNmS                 |
| Episodio | Fecha de emisión        | Nacional             | Seúl                 | Nacional             |
| --- | ----------------------- | -------------------- | -------------------- | -------------------- |
| 1 | 11 de noviembre de 2023 | 5,5 % (5.ª)          | 5,1 % (6.ª)          | ND                   |
| 2 | 12 de noviembre de 2023 | 6,8 % (4.ª)          | 6,1 % (4.ª)          | 5,7 % (6.ª)          |
| 3 | 18 de noviembre de 2023 | 5,2 % (6.ª)          | 5,1 % (5.ª)          | ND                   |
| 4 | 19 de noviembre de 2023 | 7,0 % (5.ª)          | 6,4 % (5.ª)          | 5,5 % (7.ª)          |
| 5 | 25 de noviembre de 2023 | 7,5 % (3.ª)          | 7,0 % (3.ª)          | 6,1 % (5.ª)          |
| 6 | 26 de noviembre de 2023 | 7,8 % (4.ª)          | 6,9 % (4.ª)          | 6,2 % (5.ª)          |
| 7 | 2 de diciembre de 2023  | 8,4 % (2.ª)          | 7,8 % (2.ª)          | 6,5 % (4.ª)          |
| 8 | 3 de diciembre de 2023  | 7,9 % (4.ª)          | 7,1 % (4.ª)          | 6,0 % (6.ª)          |
| 9 | 9 de diciembre de 2023  | 8,9 % (3.ª)          | 8,6 % (3.ª)          | ND                   |
| 10 | 10 de diciembre de 2023 | 10,0 % (3.ª)         | 9,2 % (3.ª)          | 7,9 %(4.ª)           |
| 11 | 16 de diciembre de 2023 | 9,7 % (2.ª)          | 9,2 % (2.ª)          | ND                   |
| 12 | 17 de diciembre de 2023 | 9,6 % (4.ª)          | ND                   | 8,5 % (4.ª)          |
| 13 | 24 de diciembre de 2023 | 9,2 % (3.ª)          | ND                   | ND                   |
| 14 | 30 de diciembre de 2023 | 9,4 % (2.ª)          | ND                   | ND                   |
| 15 | 6 de enero de 2024      | 10,2 % (2.ª)         | 9,2 % (3.ª)          | ND                   |
| 16 | 7 de enero de 2024      | 10,0 % (3.ª)         | 8,7 % (4.ª)          | ND                   |
| 17 | 13 de enero de 2024     | 9,8 % (2.ª)          | 9,0 % (2.ª)          | ND                   |
| 18 | 14 de enero de 2024     | 10,0 % (3.ª)         | 8,7 % (4.ª)          | ND                   |
| 19 | 20 de enero de 2024     | 7,9 % (2.ª)          | 6,4 % (3.ª)          | ND                   |
| 20 | 21 de enero de 2024     | 10,1 % (3.ª)         | 9,1 % (3.ª)          | ND                   |
| 21 | 27 de enero de 2024     | 9,6 % (3.ª)          | 8,6 % (3.ª)          | ND                   |
| 22 | 28 de enero de 2024     | 9,6 % (3.ª)          | 8,5 % (3.ª)          | ND                   |
| 23 | 3 de febrero de 2024    | 9,7 % (3.ª)          | ND                   | ND                   |
| 24 | 4 de febrero de 2024    | 10,0 % (3.ª)         | 8,6 % (3.ª)          | ND                   |
| 25 | 17 de febrero de 2024   | 8,7 % (3.ª)          | 7,6 % (3.ª)          | ND                   |
| 26 | 18 de febrero de 2024   | 11,5 % (3.ª)         | 10,2 % (3.ª)         | ND                   |
| 27 | 24 de febrero de 2024   | 11,0 % (2.ª)         | 9,7 % (3.ª)          | ND                   |
| 28 | 25 de febrero de 2024   | 12,7 % (3.ª)         | 10,9 % (3.ª)         | ND                   |
| 29 | 2 de marzo de 2024      | 11,0 % (2.ª)         | 9,3 % (3.ª)          | ND                   |
| 30 | 3 de marzo de 2024      | 12,9 % (3.ª)         | 10,9 % (3.ª)         | ND                   |
| 31 | 9 de marzo de 2024      | 12,0 % (2.ª)         | 10,7 % (3.ª)         | ND                   |
| 32 | 10 de marzo de 2024     | 13,8 % (2.ª)         | 12,1 % (3.ª)         | ND                   |
| Promedio | Promedio                | 9,65 %               | —                    | —                    |
| - En la tabla superior, los números azules representan las calificaciones más bajas y los números rojos representan las más altas. - «ND» señala que no se publicó el dato correspondiente. |                         |                      |                      |                      |

### Premios y nominaciones
| Año  | Premios           | Categoría                          | Candidato                    | Resultado | Ref.                 |
| ---- | ----------------- | ---------------------------------- | ---------------------------- | --------- | -------------------- |
| 2023 | Premios KBS Drama | Mejor pareja                       | Choi Soo-jong y Kim Dong-jun | Ganadores | [ 41 ] [ 42 ] [ 43 ] |
| 2023 | Premios KBS Drama | Mejor actor de reparto             | Lee Won-jong                 | Ganador   | [ 41 ] [ 42 ] [ 43 ] |
| 2023 | Premios KBS Drama | Premio a la excelencia, actor      | Ji Seung-hyun                | Ganador   | [ 41 ] [ 42 ] [ 43 ] |
| 2023 | Premios KBS Drama | Gran Premio (Daesang)              | Choi Soo-jong                | Ganador   | [ 41 ] [ 42 ] [ 43 ] |
| 2023 | Premios KBS Drama | Premio a la popularidad, actor     | Ji Seung-hyun                | Ganador   | [ 41 ] [ 42 ] [ 43 ] |
| 2023 | Premios KBS Drama | Scriptwriter Award                 | Lee Jung-woo                 | Ganador   | [ 41 ] [ 42 ] [ 43 ] |
| 2023 | Premios KBS Drama | Premio a la gran excelencia, actor | Kim Dong-jun                 | Ganador   | [ 41 ] [ 42 ] [ 43 ] |
| 2023 | Premios KBS Drama | Mejor actriz revelación            | Lee Si-a                     | Nominada  | [ 41 ] [ 42 ] [ 43 ] |
| 2023 | Premios KBS Drama | Mejor actor de reparto             | Kim Hyuk                     | Nominado  | [ 41 ] [ 42 ] [ 43 ] |
| 2023 | Premios KBS Drama | Mejor actor infantil               | Hong Jae-min                 | Nominado  | [ 41 ] [ 42 ] [ 43 ] |
| 2023 | Premios KBS Drama | Premio a la excelencia, actor      | Choi Soo-jong                | Nominado  | [ 41 ] [ 42 ] [ 43 ] |
| 2023 | Premios KBS Drama | Premio a la excelencia, actor      | Kim Dong-jun                 | Nominado  | [ 41 ] [ 42 ] [ 43 ] |
| 2023 | Premios KBS Drama | Premio a la excelencia, actor      | Kim Jun-bae                  | Nominado  | [ 41 ] [ 42 ] [ 43 ] |
| 2023 | Premios KBS Drama | Premio a la excelencia, actriz     | Lee Si-a                     | Nominada  | [ 41 ] [ 42 ] [ 43 ] |
| 2023 | Premios KBS Drama | Premio a la gran excelencia, actor | Choi Soo-jong                | Nominado  | [ 41 ] [ 42 ] [ 43 ] |